# Большая Юганская
Большая Юганская — протока Оби в Нефтеюганском районе Ханты-Мансийского автономного округа России. Устье протоки находится в 35 км по левому берегу Большой Салымской протоки. Длина водотока — 189 км. Высота устья — 22,3 м над уровнем моря.

## Притоки
- 9 км: протока Старица (лв)
- 15 км: река Большой Салым (лв)
- 23 км: протока Большой Чусвас (лв)
- 26 км: протока Горная Репьяха (лв)
- 74 км: протока Варампас (пр)
- 82 км: протока Невринг (пр)
- 89 км: река Пойк (лв)
- 117 км: река Большой Варьёган (лв)
- 122 км: река Малый Варьёган (лв)
- 130 км: река Каркатеевская (лв)
- 160 км: река Большой Репьёган (лв)
- 163 км: река Большой Балык (лв)
- 169 км: протока Очимкина (лв)

## Данные водного реестра
По данным государственного водного реестра России относится к Верхнеобскому бассейновому округу, водохозяйственный участок реки — Обь от города Нефтеюганск до впадения реки Иртыш, речной подбассейн реки — Обь ниже Ваха до впадения Иртыша. Речной бассейн реки — (Верхняя) Обь до впадения Иртыша.
Код объекта в государственном водном реестре — 13011100212015200050416.